# Тюлин, Андрей Евгеньевич

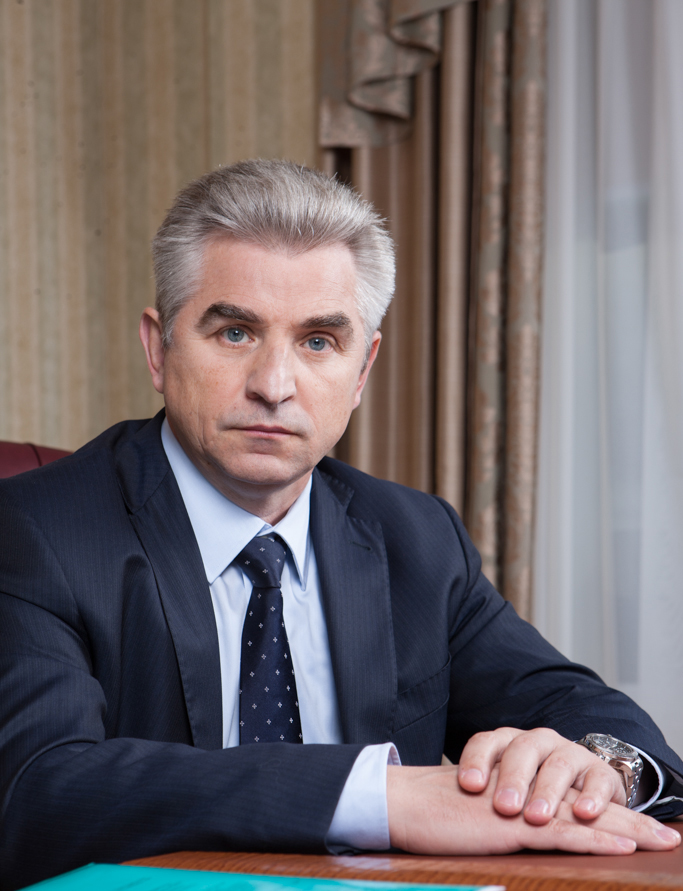
Андрей Тюлин

Андрей Евгеньевич Тюлин (род. 26 сентября 1961 года, село Новоликеево Нижегородской области) — генерал-лейтенант запаса, доктор экономических наук, кандидат технических наук, член-корреспондент Российской академии ракетных и артиллерийских наук, профессор Академии военных наук.

## Биография
С 1978 по 2009 год Андрей Тюлин служил в Вооружённых силах СССР и Российской Федерации. Занимал ряд ответственных должностей, в том числе начальника 11-го управления Минобороны РФ, начальника главного управления вооружения Вооружённых сил РФ — заместителя начальника вооружения Вооружённых сил РФ (непосредственно перед выходом в отставку). В 2009 году был уволен в запас в звании генерал-лейтенанта.
В 1983 году Андрей Тюлин окончил высшее военное командное училище имени Героя Советского Союза генерал-майора А. И. Лизюкова (с отличием) по специальности «Электрооборудование летательных аппаратов».
В 1987 году окончил Военную артиллерийскую академию им. М. И. Калинина (с отличием) по специальности «Математическое обеспечение систем управления».
Андрей Тюлин также окончил Высшие академические курсы при Военной академии Генштаба Вооружённых сил РФ, а в 2004 году — Московский государственный социальный университет.
В 2009—2012 годах Андрей Тюлин работал генеральным директором ОАО "Концерн «Авиаприборостроение» (г. Москва). В 2009—2010 годах работал советником первого заместителя генерального директора госкорпорации «Ростехнологии».
С 2012 по 2013 год занимал должность директора по стратегическим проектам на Уральском заводе гражданской авиации (г. Екатеринбург).
С начала 2013 по август 2014 года занимал пост заместителя генерального директора по стратегическому планированию и обеспечению выполнения государственного оборонного заказа ОАО "Концерн «Радиоэлектронные технологии» (КРЭТ, г. Москва).
27 августа 2014 года Андрей Тюлин был назначен на должность генерального директора АО «Российские космические системы». В 2019 году переназначенна очередной период.
В начале 2015 года Андрей Тюлин также назначен председателем Совета главных конструкторов по направлению космического приборостроения. Совет создан с целью формирования единой технической политики и создания на основе российских электронных компонентов рядов унифицированной аппаратуры для космических аппаратов, ракет-носителей и разгонных блоков. В состав Совета вошли представители ОРКК, «Российские космические системы», ЦНИИМАШ, РКК «Энергия» им. С. П. Королева, ИСС им. акад. М. Ф. Решетнева, ГКНПЦ им. М. В. Хруничева, Корпорация ВНИИЭМ, РКЦ «Прогресс» и др
В октябре 2022 года переведен в коллегию Военно-промышленной комиссии при Правительстве РФ, где курирует ракетно-космическую отрасль.

## Награды и звания[7]
- Заслуженный военный специалист Российской Федерации
- Доктор экономических наук
- Кандидат технических наук
- Член-корреспондент Российской академии ракетных и артиллерийских наук,
- Профессор Академии военных наук.
- Лауреат Премии Правительства РФ в области науки и техники.
- Орден «За военные заслуги»
- Четыре медали Минобороны России.